# Нектарина
Нектарината (Prunus persica var. nucipersica) е подвид на обикновената праскова, чиито плодове се характеризират с гладка, подобна на слива, кожа.

## Разновидности
- P. vulgaris var. roseflorae Riab. – с големи розови цветове
- P. vulgaris var. campanuleflorae Rjab. – с камбановидни цветове

Nectacot е хибрид на нектарина с кайсия, откъдето произлиза и името му (Nectarine & Apricot).
Сортовете нектарини са представени от различни еколого-географски и помологични групи, подгрупи и екотипове.

## Произход
В класификацията на сортовете праскови от D. Onderdonk и в последващата класификация от D. Ordendonk и R. Price, нектарината изобщо не се споменава.
Нектарината е мутация на праскова. Първото писмено споменаване на нектарините е от 1616 г. в Англия, но те вероятно са били отглеждани много по-рано от това в Централна Азия. В края на 20-и век, когато се появяват едроплодните (до 200 g) сортове с жълто месо, нектарините стават много популярни

## Разпространение
Основните производители на нектарини са средиземноморските страни: бивша Югославия, Италия, Израел, Кипър, Гърция, Тунис.
Нектарините са по-устойчиви на болести и вредители от обикновената праскова. Разработени са зимоустойчиви сортове, които могат да се отглеждат в Северен Кавказ.

## Употреба
Плодовете се консумират пресни, използват се в десерти и конфитюри, за производството на консервирани компоти. В необработен вид са нетрайни. Плодът е богат на витамин А и витамин C.

## Галерия
- Цвят
- Плодове
- Бяла нектарина